# Medve Imre

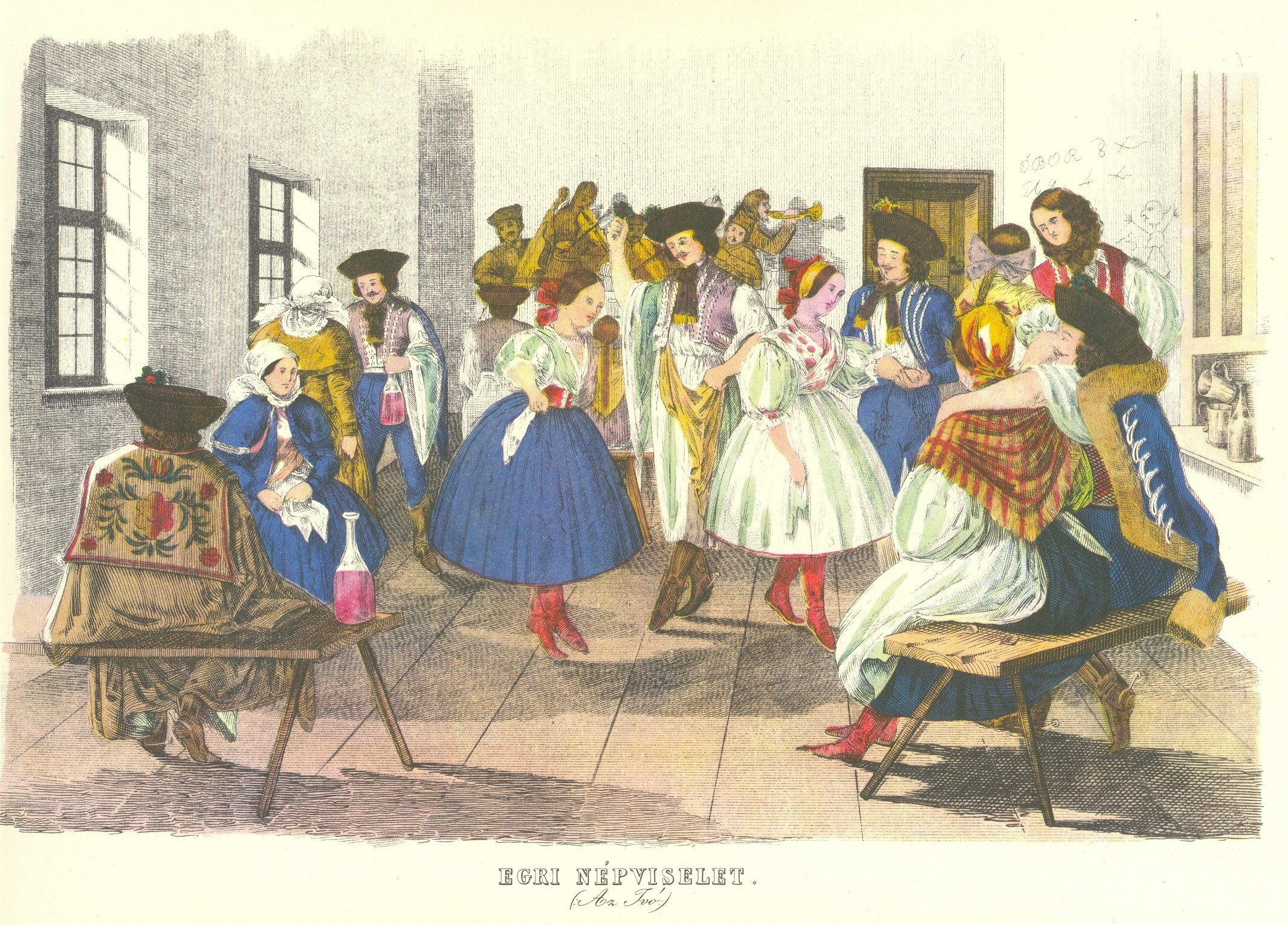
Medve Imre: Az ivó, színezett metszet, 1846.

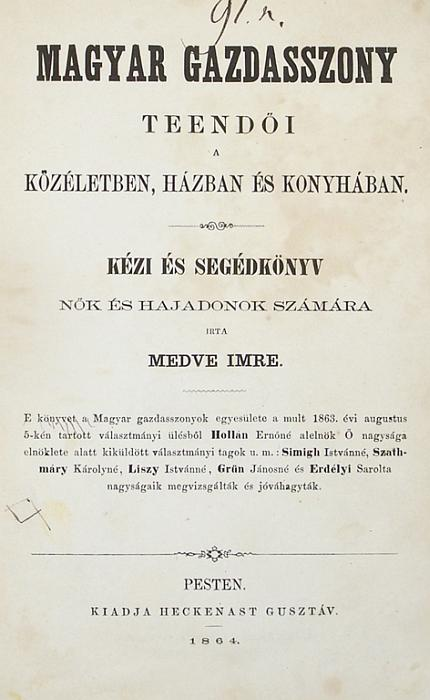
Medve Imre: Magyar gazdasszony, 1864.

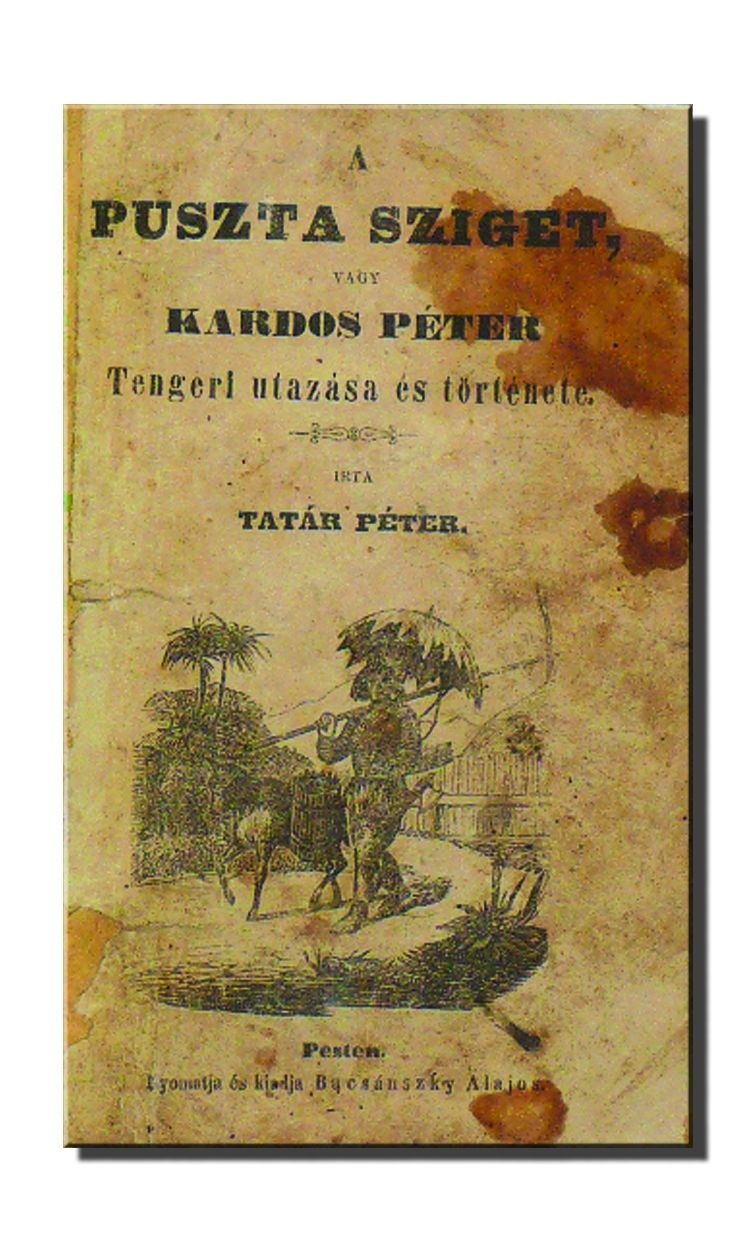
Tatár Péter: A puszta sziget, vagy Kardos Péter tengeri utazása, 1860.

Dálnoki és mező-madarasi Medve Imre (Nagyvárad, 1818. – Budapest, 1878. november 3.) magyar irodatiszt, ügyvéd, grafikus és író, írói neve: Tatár Péter.

## Életrajz
Édesapja Bihar vármegye tisztviselője volt. Iskoláit szülővárosában végezte, 1839-ben jogászi diplomát szerzett. 1840-től kezdve csak rövid ideig dolgozott ügyvédként, tanult hivatásával hamar felhagyott. 
Részt vett a korszak magyarországi politikai életében is, Beöthy Ödön mellett jelen volt az 1839–1840. évi rendi országgyűlésen. 1845-ben Vahot Imre útitársaként országjáráson vett részt, ahol számos rajzot és festményt készített a magyar városokról, a kor jellemző öltözeteiről. Képeit Vahot a Magyarföld és Népei című munkájának illusztrálásához használta föl. Több magyar újság (Honderű, Pesti Hírlap, Magyar Sajtó és Pesti Napló) munkatársaként írt kritikai jellegű cikkeket festményekről és kiállításokról. 1849. április 19-től Kossuth Lajos kormányzói hivatalának polgári osztályán dolgozott fogalmazóként. A kormányt Szegedre is követte. Szerepvállalása miatt később börtönbe vetették. 
Szabadulása után Tatár Péter néven írt ponyvaregényeivel ismertségre és népszerűsége tett szert. Számos népszerű betyárhistória szerzője volt. Idősebb korában a honvédelmi minisztérium irodavezetőjeként dolgozott.

## Művei
- Tatár Péter: Bogár Szabó Miska lovas betyárnak, a f. évi jul. 19-én rögtönítélő biróságilag kivégzett ifj. Bogár Szabó Imre rokonának életleírása és halála.
- Emléksorok, mellyeket főtisztelendő Slosszárik Fridrik úrnak, praemonstratiensek jeles rendje egyik érdemes tagjának, a nagyváradi kisgymnasiumban a rehtorikát tanulók kegyes, jó, hű oktatójának az 1834. oskolaesztendő végén, oskolatársai nevében ajánl ... Nagyvárad.
- Hálaérzés, meljet ft. Morvai Szilárd urnak, a nagy-váradi gymnasium poëseos professorának, szives, igaz tiszteletek mellett tanitványi bemutatnak az 1835. oskolaesztendő végével. Uo.
- Tollrajzok politikai életünkhöz. Pest, 1848. 1. füzet.
- Füles Miklós egy régi huszárnak vitézi tette 1551. évben Bart falu mellett, Esztergom vármegyében. Uo. 1855. (Költ.).
- Dugovics Titusz vitézi halála. Uo. 1855. (Költ.).
- Emléklapok. Beszélyfüzér. Uo. 1856. I. kötet.
- Árva vára története, vagy: az átok hatalma. Uo. 1856. (Költ.).
- Beczkó-vára, vagy: Stibor vajda élet története. Uo. 1856. (Költ. Németül. Uo. 1857).
- Cserép vára, vagy fő ur és szegény legény. Uo. 1856. (Költ.).
- A hármas kivánság. Uo. 1856.
- Sirok vár története vagy: a büszkeség áldozatai. Uo. 1856. (Költ.).
- Az ártatlanság diadala. Uo. 1856. (Költ.).
- A sirásó, vagy a jóra fordult álom. Uo. 1856. (Költ.).
- Zulajka, vagy a nagylelkű szaraczén leány. Uo. 1856. (Költ.).
- Somlyóvára, vagy két árvát nem hagy el az Isten. Uo. 1856. (Költ.).
- Lorántfy Margit, vagyis Mátyás kegyelem osztása. Uo. 1856. (Költ.).
- Szent Gellért püspök, vagy az igaz ember halála. Uo. 1856. (Költ.).
- Csókakővár eredete, vagy a sziklaüregben talált gyémánt. Uo. 1856. (Költ.).
- Crusoe Robinson, viszontagságos élettörténete. Uo. 1857. 111 képpel.
- Krasznahorka vár története, vagy a juhász és egérluk. Uo. 1857. (Költ.).
- Etelka szomorú története. Uo. 1857. (Költ.).
- Vereskő vára, vagy a legnagyobb inségben legközelebb a segítség. Uo. 1857. (Költ.).
- A jó úr és szolgája, vagy a nyughatatlan hálótárs. Uo. 1857. (Költ.).
- A markazi vár, vagy a hős hét magyar leány. Uo. 1857. (Költ.).
- A hős Dobó, vagy Eger vár ostroma 1552-ben. Uo. 1857. (Költ.).
- A budai heti vásár, vagy ki hát a király? Uo. 1857. (Költ.).
- Ghymes vár története, vagy a szent fogadás. Uo. 1857. (Költ.).
- Az elcsapott ördög, vagy a vén asszony az ördögöt is megijeszti. Uo. 1857. (Költ.).
- Bujáki vár története, vagy a feneketlen kút. Uo. 1857. (Költ.).
- A Fertő tava mint hűtlenség boszulója. Uo. 1857. (Költ.).
- Ódor vára, vagy a zengő barlangok Horvölgyében. Uo. 1857. (Költ.).
- Mária Terézia, vagy a nemzet hű feláldozása. Uo. 1857. (Költ.).
- A vándor lápok, vagy a hűséges halász. Uo. 1857. (Költ.).
- Az éji őr, vagy János herczeg farsangi kalandja. Uo. 1857. (Költ.).
- Az érczkarú Botond, vagy bajvivás a görög óriással. Uo. 1857. (Költ.).
- Dévény vára, vagy a vasember. Uo. 1857. (Költ.).
- A vas kéz, vagy a huszár Mátyás udvarában. Uo. 1857. (Költ.).
- A várnai ütközet, vagy Ulászló király halála. Uo. 1857. (Költ.).
- Szigetvár ostroma 1566. vagy Zrinyi Miklós hős halála. Uo. 1857. (Költ.).
- Sibo úr párisi érsek hős halála, vagy hallatlan még a világ nem látta gyilkosság. Uo. 1857. (Költ.).
- A peleskei nótárius budai utazása, élete, további tettei és halála. Ujra átdolgozta 13 szakaszban 13 képpel. Uo. 1857. (Költ. Gvadányi után).
- Tamás bátyja vagy egy szerecsen rabszolga története. Uo. 1857. (Költ. Beecher Stowe után, 27 képpel).
- Lubló vár vagy a befalazott menyasszony. Uo. 1857.
- [MEDVE Imre]: A dédesi vár története, vagy: A levegőbe röpült török-had. Irta Tatár Péter. Pest, Bucsánszky, (1857). 8 p. 16 cm. /61. sz./ Sz 4717[4]
- Az uj pénz, annak értéke és átszámitása régi pénzből uj pénzre és uj pénzből régi pénzre. Ábrákkal. Uo. 1858. (Két kiadás. Németül Uo. 1858. Tótul. Uo. 1858.)
- A megholt peleskei nótáriusnak feltámadása, lelkének vándorlása és ujra visszaköltözése az örök életbe. Uo. 1859. 12 szakasz 12 képpel. (Költ. Gvadányi után).
- Tatár Péter Rege kunyhója. Ugyanott, 1857-74. 33 füzet. (Költ. képekkel. M. összegyűjtött ponyvairodalmi munkái. Petrik az első 15 füzet tartalmát közli.)
- Adám és Évának a paradicsombóli kiüzetése, vagy: az első háztartás kezdete. Uo. 1860.
- A megholt peleskei nótárius Nagy Zajtay István másodszori feltámadása. Uo. 1860. (Költ.).
- Rontó Pálnak és Benyovszky Mórnak élete. 13 képpel. Uo. 1860. (Költ. Gvadányi után.)
- A puszta sziget, vagy Kardos Péter tengeri utazása. Uo. (1860. Tótul. Uo. év n.)
- Bendeguz magyar vezér fiának Elemérnek Atilla öcscsének és az ő kedvesének Zillikének története. Uo. 1861.
- A hires Garibaldi élettörténete vizen és szárazon. Uo. 1861. (Németül. Uo. 1861. Tótul. Uo. 1861.)
- Mulattató kérdések és feleletek, vagy igen szép és tréfás társasjáték. Uo. 1863.
- A Mátra tündére, vagy Bella a tatárpusztitó hős leány. Uo. 1864.
- Magyar gazdaasszony teendői a közéletben, házban és konyhában. Uo. 1864.
- Patkó Bandi élete és halála. Uo. 1865. (Költ. képekkel. Tótul. Uo. 1865.)
- Ugri Matyi hires bakakáplár kalandozásai szárazon és vizen. Uo. 1864. (12 ének 12 képpel).
- Szerencsekönyv. Uo. 1863. (Németül. Uo. 1863. Tótul. Uo. 1865.)
- A haza bölcse Deák Ferencz. Uo. 1866. Arczk. (Költ. Németül. Uo. 1866.
- A bünbánó, vagy a sziklához lánczolt Gergely. Uo. 1867.
- A hét sváb története. Uo. 1867.
- A bűvös vadász története. Uo. 1867.
- Saskara Miska élete és kalandjai. Uo. 1869. (Tótul. Uo. 1869.)
- A magyar nemzet krónikája versekben. Uo. 1869. A királyok arczképével.
- Dalbokréta 50 válogatott dalból. Uo. 1869.
- Minden magyar ember honvéd! vagy az uj védelmi törvény kérdésekben és feleletekben a nép számára. Uo. 1869.
- Bohó Misi élete és csinjei. Uo. 1870. Három rész. Képekkel. (Újabb kiadás. Uo. 1873.)
- Szerelem könyve vagy legujabb és legkedveltebb Dal-Bokréta 60 válogatott dalból magyar leányok és ifjak számára. Bpest, 1878.
- Alföldi vőfénykönyv. Irta Vetró Lőrincz. Nyélbe ütötte Tatár Péter. Szeged, 1878.
- A sziv önügyvédje vagy szerelmi levelező a magyar nép számára. Budapest, 1876.